# Rhytismatales
Rhytismatales é uma ordem da classe Leotiomycetes, filo Ascomycota.

## Génerosincertae sedis
Os seguintes géneros de Rhytismatales não têm colocação definida em qualquer das famílias (incertae sedis). No caso dos géneros com ponto de interrogação, a sua classificação nesta ordem não é definitiva.
?Apiodiscus —
?Bonanseja —
Brunaudia —
Cavaraella —
?Didymascus —
Gelineostroma —
?Haplophyse —
Heufleria —
Hypodermellina —
?Irydyonia —
?Karstenia —
?Laquearia —
Lasiostictella —
?Melittosporiella —
Mellitiosporium —
Metadothis —
Neophacidium —
Ocotomyces —
Phaeophacidium —
Propolidium —
?Pseudotrochila —
?Tridens